# Nuoto ai Giochi della IX Olimpiade - Staffetta 4x200 metri stile libero maschile
La competizione della staffetta 4x200 metri stile libero maschile di nuoto dei Giochi della IX Olimpiade si è svolta l'11 agosto 1928 al Olympic Sports Park Swim Stadium di Amsterdam.

## Risultati

### Turno eliminatorio
Le prime due di ogni serie più il miglior tempo delle escluse furono ammesse alla finale.
| Pos. | Nazione     | Atleti                                                         | Tempo   |
| ---- | ----------- | -------------------------------------------------------------- | ------- |
| 1    | Stati Uniti | Austin Clapp Johnny Weissmuller Paul Samson David Young        | 9'38"8  |
| 2    | Giappone    | Hiroshi Yoneyama Tokuhei Sada Katsuo Takaishi Kazuo Noda       | 9.42"6  |
| 3    | Svezia      | Aulo Gustafsson Sven-Pelle Pettersson Eskil Lundahl Arne Borg  | 10'03"2 |
| 4    | Argentina   | Francisco Uranga Amilcar Álvarez Emilio Vives Alberto Zorrilla |         |

| Pos. | Nazione       | Atleti                                                              | Tempo   |
| ---- | ------------- | ------------------------------------------------------------------- | ------- |
| 1    | Canada        | Munroe Bourne James Thompson Garnet Ault Walter Spence              | 9'55"0  |
| 2    | Gran Bretagna | Reg Sutton Joseph Whiteside Percy Peter Albert Dickin               | 10'16"6 |
| 3    | Francia       | Philippe Tisson Gustave Klein Jean Taris Albert Vandeplancke        | 10'31"4 |
| 4    | Paesi Bassi   | Henk van Essen Gerrit van Voorst Piet Bannenberg Johannes Brink     |         |
| 5    | Belgio        | Louis Van Parijs Pierre Coppieters Martial Van Schelle Gérard Blitz |         |

| Pos. | Nazione  | Atleti                                                        | Tempo   |
| ---- | -------- | ------------------------------------------------------------- | ------- |
| 1    | Ungheria | András Wanié Rezso Wanié Géza Szigritz István Bárány          | 9'46"6  |
| 2    | Spagna   | José González Estanislao Artal Ramón Artigas Francisco Segalá | 11'50"6 |
| -    | Italia   | Giuseppe Perentin Antonio Conelli Emilio Polli Paolo Costoli  | DQ      |
| -    | Germania | Karl Schubert August Heitmann Friedel Berges Herbert Heinrich | DQ      |

### Finale
| Pos.    | Nazione       | Atleti                                                        | Tempo   |
| ------- | ------------- | ------------------------------------------------------------- | ------- |
| Oro     | Stati Uniti   | Austin Clapp Walter Laufer George Kojac Johnny Weissmuller    | 9'36"2  |
| Argento | Giappone      | Hiroshi Yoneyama Nobuo Arai Tokuhei Sada Katsuo Takaishi      | 9'41"4  |
| Bronzo  | Canada        | Munroe Bourne James Thompson Garnet Ault Walter Spence        | 9,47"8  |
| 4       | Ungheria      | András Wanié Rezso Wanié Géza Szigritz István Bárány          | 9.57"8  |
| 5       | Svezia        | Aulo Gustafsson Sven-Pelle Pettersson Eskil Lundahl Arne Borg | 10'01"8 |
| 6       | Gran Bretagna | Reg Sutton Joseph Whiteside Percy Peter Albert Dickin         | 10'15"8 |
| 7       | Spagna        | José González Estanislao Artal Ramón Artigas Francisco Segalá |         |